# Универзитет у Бањој Луци
Универзитет у Бањој Луци је државни универзитет у Бањој Луци. Други је универзитет по старости у Босни и Херцеговини и водећа институција високог образовања у Републици Српској. Од школске 2023/24. године има 9.370 уписаних студената.
Израстао је из факултета основаних у Бањој Луци након завршетка Другог свјетског рата, било самосталних или огранака Универзитета у Сарајеву. Универзитет у Бањој Луци одржава блиске везе са образовним институцијама у сусједним земљама бивше Југославије, посебно са онима у Србији.
Године 2019. QS World University Rankings сврстао је Универзитет у Бањој Луци у ранг 251—300 у земљама Европе и средње Азије. Године 2018. Webometrics Ranking of World Universities рангирао га је као други најбољи универзитет у Босни и Херцеговини међу 59 рангираних институција високог образовања у земљи. У фискалној 2015. години Влада Републике Српске обезбиједила је 34.897.600 КМ за буџет Универзитета, што представља његов примарни извор финансирања за стандардне текуће трошкове.

## Историја
Прва високошколска установа у Бањој Луци основана је 1950. године. Била је то Виша педагошка школа, која је прве године уписала 38 бруцоша — младиће и дјевојке из ових крајева. У том периоду у Бањој Луци формирано је још неколико високошколских институција. Прво је формиран Технички факултет 1961. године, а затим Виша економска школа 1969. године, а након тога и више истурених одјељења Машинског, Правног и Економског факултета Универзитета у Сарајеву. У периоду од само четири године, сва та одјељења постала су самостални факултети.
Остварени резултати навели су надлежне органе да 7. новембра 1975. године формирају Универзитет у Бањој Луци — други универзитет у тадашњој Босни и Херцеговини и петнаести у тадашњој Југославији. Почетак рада Универзитета обиљежен је недостатком наставно-научног кадра. На осам високошколских установа (изузимају се институти и заводи) било је запослено 149 наставника и 100 осталих радника. Структура (квалификација и звање) наставничког кадра била је још неповољнија. Економски факултет имао је два доктора наука и три магистра, Електротехнички два доктора и шест магистара, Технолошки осам доктора и три магистра, Машински четири доктора и пет магистара, Правни четири доктора и једног магистра, Педагошка академија пет доктора и шест магистара, Виша економско-комерцијална школа шест магистара и четворицу специјалиста, а Виша техничка школа у Бихаћу имала je само два магистра. Такав кадровски састав на вишим школама и факултетима наметнуо је потребу планирања кадра за будући развој Универзитета, његово школовање, уздизање и усмјеравање за рад на факултетима.
Универзитет у Бањој Луци већ je прве године свог постојања усвојио „Програм развоја за период од 1976 до 1980. годинеˮ. Овај документ био је од велике важности за правилан, реалан и складан развој Универзитета за првих пет година постојања. Њиме су утврђени основни циљеви и задаци на Универзитету у Бањој Луци. Нека од најважнијих питања у том програму су се односила на студенте и њихов стандард, проширење мреже високошколских организација и проширење уписа на студије. Као приоритетни задаци наметали су се: изградња студентских домова, обезбјеђење континуираног кредитирања и стипендирања студената, проширење и јачање Централне омладинске задруге, изградња спортско-рекреативног центра, студентске поликлинике, повећање просторних капацитета и материјалних могућности за масовнију активност у културним дјелатностима студената.
Проширење мреже високошколских организација у периоду од 1980. до 1985. године значило је оснивање нових високошколских организација и нових одсјека и смјерова на постојећим факултетима. Уз већ постојећи Медицински факултет, било је предвиђено отварање Грађевинског факултета. У оквиру Више техничке школе у Бихаћу, требало је да се оснује и дрвопрерађивачки одсјек. Планирано је оснивање и енергетског одсјека на Електротехничком факултету, конструкционог на Машинском, одсјека пољопривредне технологије на Технолошком, одсјека за друштвено-економски развој на Економском и графичког одсјека на Вишој техничкој школи у Бихаћу. Било је планирано и прерастање Педагошке академије у филозофски факултет, у складу са Законом о наставничким школама и факултетима. И поред планирања, све ове активности нису завршене у том периоду.
Смјештај и опремљеност виших школа и факултета у том периоду стално су се побољшавали. Изградњом Универзитетског центра, са 12.000 квадратних метара корисног простора, завршена је прва фаза изградње објеката и њихово опремање за потребе Правног, Економског, Машинског и Технолошког факултета. Започела је санација и доградња Електротехничког факултета, као и смјештај двију виших школа у Бихаћу. Од изузетног значаја било je и побољшање опремљености лабораторија, кабинета, библиотека. У овом периоду ријешен je трајни смјештај Народне и универзитетске библиотеке „Петар Кочић у Дому солидарности, са проширеним читаоничким простором, чиме су створени бољи услови за студенте, високошколски наставнички и сараднички кадар.
Период развоја Универзитета од 1985. до 1992. године био je прилично специфичан и карактерисале су га веома изражене друштвене и економске промјене у тадашњој Југославији. Међутим, уз велике напоре привреде, власти, просвјетних и научних организација, остварен је напредак у свим сферама развоја Универзитета, па долази и до улагања у опрему високошколских организација (компјутерску, лабораторијску и осталу). Постепено је оживљавао научноистраживачки и практични рад и повезивање са привредом.
Период развоја Универзитета од 1992. до 1996. године обиљежили су општа друштвена криза, одбрамбено-отаџбински рат и распад Југославије, формирање Републике Српске и послијератна друштвено-економска криза. Ратна дејства у Босни и Херцеговини отежала су рад и развој Универзитета у Бањој Луци. И поред кризе и тешког стања, у овом периоду основано је неколико факултета који су временом израсли у значајне чланице Универзитета.
Министарство одбране Републике Српске и Универзитет у Бањој Луци су 19. октобра 2004. потписали Уговор о преносу права располагања и коришћења земљишта и објеката, а Влада Републике Српске и Универзитет 22. марта 2006. године Анекс Уговора. Тиме су земљиште и објекти касарне „Рајко Балаћ” претворени у нови кампус Универзитета, Универзитетски град, у који су се преселили Ректорат и неколико чланица Универзитета.
Босна и Херцеговина потписала је Болоњску декларацију 2003. године. Законом о високом образовању Републике Српске 2010. успостављени су принципи високог образовања у Републици Српској у складу са Болоњском декларацијом и европским стандардима. Законом је предвиђено усвајање четири кључна принципа Болоњске декларације: увођење европског система преноса и акумулације бодова (ЕСПБ), увођење структуре студија која подразумијева три циклуса, промовисање мобилности наставног особља и студената и увођење система упоредивих диплома.
Од академске 2007/08. почела је примјена Болоњског процеса у настави на свим студијским програмима, иако су у том правцу неки факултети кренули и раније. Усвојен је тростепени систем студирања и уведен је ЕСПБ систем вредновања предмета и укупног оптерећења студента, као и принцип годишњег оптерећења студента до 60 ЕСПБ. Једносеместрални предмети и испитивање студената подијељено у више цјелина уведени су са идејом да се повећа пролазност студената и интерактивност наставног процеса. Осим што су груписане научне области, донесена је одлука да се сви наставни предмети (курсеви, модули) групишу у уже научне области којима припадају, без обзира на то на којем се факултету изводе. Након тога је појединим факултетима додијељена матичност за поједине научне/умјетничке области, како би били одговорни за сва питања у вези са њима.

## Организација

### Факултети
Већина од садашњих 17 факултета Универзитета у Бањој Луци подијељена је између два главна кампуса, оба смјештена у непосредној близини ријеке Врбас у центру Бања Луке.
Универзитет је подељен на 16 факултета:
- Академија умјетности
- Архитектонско-грађевинско-геодетски факултет
- Економски факултет
- Електротехнички факултет
- Машински факултет
- Медицински факултет (уз Универзитетски клинички центар Републике Српске)
- Пољопривредни факултет
- Правни факултет
- Природно-математички факултет
- Рударски факултет
- Технолошки факултет
- Факултет политичких наука
- Факултет физичког васпитања и спорта
- Филолошки факултет
- Филозофски факултет
- Шумарски факултет
- Факултет безбједносних наука

### Ректори
- Драгомир Малић (1975—1979)[10]
- Ибрахим Табаковић (1979—1984)[11]
- Драгица Додиг (1984—1988)[12]
- Рајко Кузмановић (1988—1992)[13]
- Драгољуб Мирјанић (1992—2006)[14]
- Станко Станић (2006—2016)[15]
- Милан Матаруга (2016—2017)[16]
- Радослав Гајанин (2017—данас)[17]

## Сарадња
Универзитет у Бањој Луци има уговоре о сарадњи са још 100 високошколских установа. У јануару 2018. године усвојио је Стратегију интернационализације Универзитета у Бањој Луци. Она дефинише конкретне кораке које треба предузети у процесу интернационализације научног истраживања, наставе и подршке. Крајем истог мјесеца основан је Институт Конфуције Универзитета у Бањој Луци са циљем промоције кинеског језика и културе. Отварању су присуствовали амбасадор Народне Републике Кине, ректор Технолошко-образовног универзитета у Тјенцину и делегација града Тјенцина.